# Margiza
Margiza — рід совок з підродини совок-п'ядунів який зустрічається в Південній Америці та Французькій Гвіані.

## Систематика
У складі роду:
- Margiza partitalis Dyar, 1918
- Margiza terranea Schaus, 1916